# Bernard de Walque
Bernard de Walque (Antwerpen, 4 april 1938) is een Belgisch architect. Hij woont en werkt in België.

## Biografie
Hij was hoogleraar en projectleider bij de architectuuropleiding "La Cambre" te Brussel.
Hij nam deel aan de oprichting van de stad Louvain-la-Neuve, en is een van de stichter van de "Archive van Moderne Architectuur" in Brussel, waar hij diende in de raad van bestuur als penningmeester.
Hij werkte samen met onder meer Maurice Culot in het schrijven van populaire boeken over architectuur.

## Gepubliceerde werken
- Les mots de la maison, Maurice Culot, Sophie Le Clercq, Bernard de Walque, Marc Frère, Liliane Liesens, Philippe Rotthier, Brussel, Archives d’Architecture Moderne Junior, 1995, ISBN 978-2871430865
- De stad in woorden. Deel I : Straten en buurten / Catherine Cnudde, Maurice Culot, Bernard de Walque ... et al. ; vertaling in het Nederlands: Esther Tamsma, Jan Mot met het hulp van Francis Strauven, ISBN 2-87143-097-7
- De stad in woorden. Deel II : De gebouwen / Catherine Cnudde, Maurice Culot, Bernard de Walque ... et al. ; vertaling in het Nederlands: Esther Tamsma, Jan Mot met het hulp van Francis Strauven, ISBN 2-87143-096-9
- Liane Liesens, Cités-jardins, 1920-1940, en Belgique, Archives d'architecture moderne (Brussels, Belgium), Centre Wallonie-Bruxelles (Paris, France) - 1994 (medewerking van Bernard de Walque, met het hulp van Anne Lauwers, Catherine Cnudde), ISBN 2-87143-083-7

## Academische bijdragen
- Bernard de Walque is de promotor van de thesis van: WERCOLLIER Lucio, L’architecture de Rudolf Michael Schindler, 1997-1998..
- Bernard de Walque is de promotor van de thesis van: MAROUATEFF Odile, Le non-bâti dans l’ilôt bruxellois, 1997-1998.
- Bernard de Walque is de promotor van de thesis van: DAMSTER Yannick, La reconversion de bâtiments anciens en musées d’Art Contemporain, 2001-2002.

## Filmografie
- Interview van Bernard de Walque, archieven RTBF, 2009.